# 19 (албум)
19 је дебитантски албум енглеске кантауторке Адел. Албум је био издат 28. јануара 2008, недељу дана након први албумског сингла, Chasing Pavements. Дебитовао је на првом месту топ-листа у Уједињеном Краљевству већ у првој недељи. У албум је укључена и обрада песме Боба Дилана, Make You Feel My Love, са његовог албума из 1997. године, Time Out of Mind.

## Позадина
Адел је снимила обраду песме Боба Дилана, Make You Feel My Love, на предлог свог менаџера, Џонатана Дикинсонона, који је волео песму. Песма Hometown Glory појављивала се у британским и америчким телевизијским серијама попут Скинс, Три Хил, Увод у анатомију, итд. У јулу 2008 Адел је објаснила британском соул писцу, Питу Левису, који пише за магазин Blues & Soul, разлог за именовање њеног деби албума бројем 19. Рекла је да одражава њен узраст док је писала песме за албум, те да је то време када је постајала жена и да се то види и да је то документовано у песмама.
Тајванска верзија албума је издата 5. марта 2008. године. Поред стандардних албумских песама на листи се налазе још три бонус песме: That's It I Quit I'm Movin' On (Б-страна на Chasing Pavements), Now and Then (Б-страна на Cold Shoulder) и Painting Pictures (Б-страна на Make You Feel My Love). Индонезијско специјално издање албума је објављено 3. марта 2008. године. Осим стандардне листе песама, албум садржи бонус спот за Chasing Pavements.

## Списак песама
| #  | Песма | Текст        | Музика                                | Продуцент   | Трајање |
| -- | ----- | ------------ | ------------------------------------- | ----------- | ------- |
| 1  |       | Адел Адкинс  | Адел Адкинс                           | Џим Абис    | 3:41    |
| 2  |       | Адел Адкинс  | Адел Адкинс                           | Џим Абис    | 4:19    |
| 3  |       | Адел Адкинс  | Ег Вајт                               | Ег Вајт     | 3:31    |
| 4  |       | Адел Адкинс  | Адел Адкинс                           | Марк Ронсон | 3:12    |
| 5  |       | Адел Адкинс  | Адел Адкинс                           | Џим Абис    | 3:28    |
| 6  |       | Адел Адкинс  | Ег Вајт, Адел Адкинс                  | Ег Вајт     | 3:24    |
| 7  |       | Адел Адкинс  | Адел Адкинс                           | Џим Абис    | 3:10    |
| 8  |       | Адел Адкинс, | Адел Адкинс, Truth & Soul Productions | Џим Абис    | 3:17    |
| 9  |       | Боб Дилан    | Боб Дилан                             | Џим Абис    | 3:32    |
| 10 |       | Адел Адкинс  | Адел Адкинс                           | Џим Абис    | 3:16    |
| 11 |       | Адел Адкинс  | Ег Вајт, Адел Адкинс                  | Ег Вајт     | 4:19    |
| 12 |       | Адел Адкинс  | Адел Адкинс                           | Џим Абис    | 4:31    |

## Топ листе
| Држава               | Највиша позиција |
| -------------------- | ---------------- |
| Аустралија           | 3                |
| Аустрија             | 29               |
| Белгија              | 9                |
| Канада               | 4                |
| Данска               | 14               |
| Финска               | 26               |
| Француска            | 15               |
| Немачка              | 15               |
| Грчка                | 12               |
| Мађарска             | 25               |
| Ирска                | 2                |
| Италија              | 20               |
| Јапан                | 38               |
| Мексико              | 35               |
| Холандија            | 1                |
| Нови Зеланд          | 3                |
| Пољска               | 9                |
| Португал             | 27               |
| Русија               | 15               |
| Шпанија              | 5                |
| Шведска              | 11               |
| Швајцарска           | 15               |
| Уједињено Краљевство | 1                |
| САД                  | 4                |

## Сертификације и продаја
| Држава               | Сертификација | Продаја     |
| -------------------- | ------------- | ----------- |
| Аустралија           | 2x Платинаст  | 140,000     |
| Белгија              | 2x Платинаст  | 60,000      |
| Канада               | 2x Платинаст  | 200,000     |
| Данска               | Златан        | 15,000      |
| Финска               | Златан        | 11,000      |
| Немачка              | Платинаст     | 200,000     |
| Италија              | Златан        | 35,000      |
| Холандија            | 5x Платинаст  | 300,000     |
| Нови Зеланд          | Платинаст     | 15,000      |
| Шпанија              | Платинаст     | 80,000      |
| Уједињено Краљевство | 4x Платинаст  | 1,200,000   |
| САД                  | 2x Платинаст  | 2,400,000   |
| СВЕТ                 | -             | 7,000,000 + |